# Celastrina aristinus
Celastrina aristinus är en fjärilsart som beskrevs av Hans Fruhstorfer 1917. Celastrina aristinus ingår i släktet Celastrina och familjen juvelvingar. Inga underarter finns listade i Catalogue of Life.